# Малолеска
Малолеска или Ночевское — озеро в Красногородской волости Красногородского района Псковской области, в 5 км к юго-западу от Красногородска.
Площадь — 1,05 км² (105,0 га). Максимальная глубина — 2,2 м, средняя глубина — 1,5 м.
Ближайшие к озеру населённые пункты: деревни Ночево (в 0,7 км к северо-востоку от озера), Астицы (в 1,0 км к северо-западу).
Слабосточное. На болоте, подъездных дорог нет. Относится к бассейну реки Синяя, притока Великой. Из озера вытекает ручей Смородинка, впадающий в Синюю.
Тип озера окуневый. Массовые виды рыб: окунь, вьюн.
Для озера характерны: сплавины, илисто-торфяное дно, карчи.